# Marek Mączyński
Marek Ireneusz Mączyński (ur. 22 września 1963 w Krakowie) – polski prawnik, doktor habilitowany nauk prawnych, profesor nadzwyczajny Uniwersytetu Jagiellońskiego na Wydziale Prawa i Administracji, kierownik Katedry Prawa Samorządu Terytorialnego UJ.

## Życiorys
27 września 1996 uzyskał stopień naukowy doktora nauk humanistycznych w zakresie historii (specjalność: historia Polski) na Wydziale Historycznym Uniwersytetu Jagiellońskiego, na podstawie pracy Organizacja i funkcjonowanie terytorialnych struktur policyjnych II Rzeczypospolitej w latach 1926–1939. 20 maja 2013 habilitował się na podstawie dorobku naukowego oraz rozprawy zatytułowanej Organizacyjno-prawne aspekty funkcjonowania administracji bezpieczeństwa i porządku publicznego dla zajętych obszarów polskich 1939–1945, ze szczególnym uwzględnieniem Krakowa jako stolicy Generalnego Gubernatorstwa
uzyskując stopień doktora habilitowanego nauk prawnych w zakresie prawa (historia administracji)
na Wydziale Prawa i Administracji UJ.
W 1990 współorganizował z Andrzejem Pankowiczem Studium Samorządności Społecznej UJ, jednostkę międzywydziałową kształcącą kadry reaktywowanego samorządu terytorialnego, która 1993 roku została włączona w strukturę Wydziału Prawa i Administracji UJ, a następnie przekształcona: najpierw w roku 2000 w samodzielny Zakład Prawa Samorządu Terytorialnego, a potem, w roku 2007, w Katedrę Prawa Samorządu Terytorialnego UJ. W jednostce tej jest zatrudniony nieprzerwanie od 1991 r.
Ponadto w latach 1994–1999 był wykładowcą i prodziekanem Wydziału Administracji i Prawa Gospodarczego w Wyższej Szkole Biznesu – National-Louis University w Nowym Sączu, a następnie (w latach 2002–2007) prodziekanem w Wyższej Szkole Biznesu w Tarnowie (później: Wyższa Szkoła Biznesu w Nowym Sączu – Wydział Zamiejscowy w Tarnowie). Był również wykładowcą Bałtyckiej Wyższej Szkoły Humanistycznej w Koszalinie (2007–2010) i Gdańskiej Wyższej Szkoły Humanistycznej – Filia w Koszalinie (2010–2014). Wykłada na Wydziale Prawa i Administracji UJ. Jest współautorem komentarzy do ustrojowych ustaw samorządowych.
Naukowo zajmuje się prawem samorządu terytorialnego, historią i teorią administracji, nauką administracji, administracją bezpieczeństwa i porządku publicznego, policją i bezpieczeństwem lokalnym, społeczeństwem obywatelskim.
Jest m.in. współautorem projektu zmian przepisów do ustawy o policji, przygotowanego w 1998 r. w ramach Zespołu ds. Bezpieczeństwa Powszechnego i Reformy Policji działającego w Instytucie Spraw Publicznych w Warszawie. W latach 2009–2011 uczestniczył w projekcie badawczym Centralnego Biura Antykorupcyjnego zmierzającym do opracowania strategii antykorupcyjnej oraz podjęcia w działań antykorupcyjnych w Polsce. Jest autorem projektu gruntownej systemowej reformy ustroju samorządu terytorialnego w Polsce. W 2015 roku wraz z Grzegorzem Gorzelakiem, Kazimierzem Bandarzewskim i Andrzejem K. Piaseckim był wykładowcą w cyklu seminariów naukowych pt. „25th Anniversary of a New Model of Local Government in Poland and China Local Government in the Reform and Opening Era”, zorganizowanych na chińskich uniwersytetach przy okazji oficjalnej wizyty prezydenta RP Andrzeja Dudy w Chinach.
Jest stałym recenzentem miesięczników „Przegląd Prawa Publicznego”, „Samorząd Terytorialny” i „Finanse Komunalne”. Jest wiceprezesem Stowarzyszenia Badań nad Źródłami i Funkcjami Prawa „Fontes”. W grudniu 2019 r. otrzymał z rąk ministra nauki i szkolnictwa wyższego Jarosława Gowina powołanie na członka Polskiej Komisji Akredytacyjnej na czteroletnią kadencję 2020–2023. Jest także członkiem Komisji Nauk Prawnych PAN – Oddział w Krakowie oraz członkiem Komitetu Kopca Kościuszki w Krakowie.

## Wybrane publikacje
- Działalność gospodarcza jednostek samorządu terytorialnego. Warszawa: Wolters Kluwer, 2016. ISBN 978-83-264-8967-9. Brak numerów stron w książce (współautorstwo redakcji naukowej)
- Ustawa o samorządzie gminnym. Komentarz. Stan prawny na dzień 15 października 2013 (K. Bandarzewski, R. Budzisz, P. Chmielnicki (red.), D. Dąbek, P. Dobosz, B. Jaworska-Dębska, W. Kisiel, P. Kryczko, M. Mączyński, I. Niżnik-Dobosz, S. Płażek, K. Wlaźlak), Wydawnictwo Prawnicze LexisNexis, Warszawa 2013. ISBN 978-83-278-0217-0.
- Komentarz do ustawy o samorządzie powiatowym (K. Bandarzewski, P. Chmielnicki (red.), D. Dąbek, P. Dobosz, W. Kisiel, M. Kotulski, P. Kryczko, M. Mączyński, S. Płażek, I. Skrzydło-Niżnik), Wydawnictwo Prawnicze LexisNexis, Warszawa 2005, ISBN 978-83-7334-622-2.
- Komentarz do ustawy o administracji rządowej w województwie (współautorstwo: Kazimierz Bandarzewski, Monika Chlipała, Paweł Chmielnicki (red), Dorota Dąbek, Wiesław Kisiel, Marek Mączyński, Stefan Płażek), Wydawnictwo Prawnicze LexisNexis, Warszawa 2007, ISBN 978-83-7334-703-8[16]
- Organizacyjno-prawne aspekty funkcjonowania administracji bezpieczeństwa i porządku publicznego dla zajętych obszarów polskich w latach 1939–1945. Kraków: Wydawnictwo PROMO, 2012. ISBN 978-83-60941-81-2. Brak numerów stron w książce
- Konstytucyjny system władz publicznych (współautorstwo: A. Adamczyk, M. Chlipała, P. Chmielnicki (red.), J. Jaskiernia, H. Kaczmarczyk, M. Mączyński, A. Szyszka), Wydawnictwo Prawnicze LexisNexis, Warszawa 2010, ISBN 978-83-7620-492-5.
- Policja Państwowa w II Rzeczypospolitej. Organizacyjno-prawne podstawy funkcjonowania. Kraków: Wydawnictwo Naukowe Księgarnia Akademicka i Wyższa Szkoła Biznesu National-Louis University, 1997. ISBN 83-7188-184-3. Brak numerów stron w książce
- Polskie formacje policyjne w stolicy Generalnego Gubernatorstwa 1939–1945, „Rocznik Krakowski”, t.LIX, Kraków 1993, s. 152–160.
- Local Community, Public Security, Central and Eastern European Countries under transformation, red. Janina Czapska, Marek Mączyński, Jan Widacki, Warszawa 2001, wyd. Instytut Spraw Publicznych, ISBN 83-88594-11-7[17]
- Praktyka realizacji biernego prawa wyborczego w Polsce. Źródła regulacji, wykładania przepisów prawa i efekty ich stosowania w świetle ustawy Kodeks wyborczy, wyd. Difin, Kraków 2015, ISBN 978-83-7930-824-8 (redakcja naukowa i współautorstwo)[18]
- Narastające dysfunkcje, zasadnicze dylematy, konieczne działania. Raport o stanie samorządności terytorialnej w Polsce t. II (współautorstwo: J. Hausner, H. Izdebski, W. Lachiewicz, M. Mączyński, S. Mazur, A. Nelicki, B. Nowotarski, K. Surówka, R. Szymczak, I. Zachariasz, M. Zawicki), wyd. MSAP, Kraków 2014, ISBN 978-83-89410-47-4.
- Sprawne Państwo. Propozycje zmian w funkcjonowaniu jednostek samorządu terytorialnego w Polsce (współautorstwo: A. Dąmbska, J. Flis, J. Glusman, W. Kisiel, P. Kopyciński (red.), T. Kucharski, W. Lachiewicz, M. Mączyński, K. Surówka, M. Winiarz, I. Zachariasz) wyd. MSAP, Kraków 2015, ISBN 978-83-89410-72-6.
- Nadzór nad samorządem a granice jego samodzielności, Wolters Kluwer, Warszawa 2011, ISBN 978-83-264-3789-2 (współautorstwo redakcji naukowej)